# 日本奧地紀行
《日本奧地紀行》（英語：Unbeaten Tracks in Japan、日语： Nihon Okuchi Kikō */?），是由英國女作家、探險家伊莎貝拉·博兒（Isabella Bird）編寫的旅行日記，紀錄1878年在日本旅行的生活，當時47歲。最初由約翰·默里出版社（John Murray）於1880年發行兩本，之後在1885年出版兩本合一的刪節修訂版。
本書描寫博兒與日本口譯員伊藤鶴吉於1878年6月到9月從東京到北海道（當時為蝦夷）的旅行經過，並詳細記載了日本的房子、服裝、自然環境，也提到他們在旅行途中經歷初期的明治維新。也描述了許多當地原住民阿伊努人的生活。

## 出版書籍

### 原版
- Isabella Lucy Bird.  1885年版. Japan & Stuff Press. April 30, 2006. ISBN 4-9902848-0-1.
- Isabella Lucy Bird.  精裝書. Kegan Paul. September 27, 2005. ISBN 0-7103-0884-1.
- Isabella Lucy Bird.  平裝書. Stone Bridge Press. May 31, 2007. ISBN 978-1-933330-19-8.
- Isabella Bird.  平裝書(大型本). ReadHowYouWant.com. October 1, 2006. ISBN 1-425033-87-3.

### 中文版
- 《日本奧地紀行：從東京到東北、北海道，十九世紀的日本原鄉探索之旅》吳煒聲譯、遠足文化〈浮世絵 58〉；2019年6月19日發行、ISBN 978-957-863-064-2

### 漫畫
- 《博兒的東瀛紀行》（ふしぎの国のバード），佐佐大河著，KADOKAWA出版

## 外部連結
- Unbeaten Tracks in Japan - 古腾堡计划
- LibriVox中的公有领域有声书《Unbeaten Tracks in Japan》